# Izraelska vaterpolska reprezentacija
Izraelska vaterpolska reprezentacija predstavlja državu Izrael u športu vaterpolu.

## Nastupi na velikim natjecanjima

### Svjetska prvenstva
- 1973.: 16. mjesto
- 1978.: 16. mjesto
- 1986.: 15. mjesto

### Europska prvenstva
- 2022.: 12. mjesto